# Wario Land: The Shake Dimension
Wario Land: The Shake Dimension, conegut com a Wario Land: Shake It! a Nord-amèrica i Wario Land: Shake (ワリオランド シェイク Wario Rando Sheiku) al Japó, és un joc de Wii desenvolupat per Good Feel.

## Jugabilitat
La mecànica del joc és similar a Wario Land 4, ja que també hi ha zones diverses amb quatre nivells temàtics cada un, i tot seguit un boss per derrotar; per descomptat, Wario tampoc és immortal com passava a Wario Land 3. A més, també inclou una zona sense boss on es pot aprendre a jugar i comprar, una zona amb només un boss i nombrosos nivells secrets escampats arreu de les zones. Els bosses són: Rollanratl, Hot Roderick, Chortlebot, Scumflower (Bloomsday a Nord-amèrica), Large Fry i the Shake King.
Per superar cada nivell s'ha d'alliberar a una criatura anomenada Merfle; teòricament se'n necessiten un nombre determinat per desbloquejar la porta que condueix a cada boss. Un cop alliberat, s'ha de tornar al principi del nivell abans que s'acabi el compte enrere. A més, els nivells guarden tres tresors col·leccionables i s'hi poden complir certes missions. Un cop superat the Shake King, es podrà combatre de nou amb els bosses amb missions afegides.
A més, s'han afegit nivells "subwarins", on el jugador ha d'inclinar el WiiRemote per controlar la direcció del "subwarí". Tanmateix, Wario no pot bussejar a diferència dels altres Wario Land.

## Història
Dins del nostre món, hi existeix un món paral·lel en un globus terraqüi d'un museu, aquest anomenat The Shake Dimension. En aquest món dominat pel pirata "the Shake King", la princesa ha estat raptada per aquest, el qual posseeix un sac que en surten monedes sempre que és sacsejat. La Captain Syrup, que ho observa des del nostre món, roba el globus terraqüi i li dona a en Wario, el qual és informat de la situació per un Merfle que s'ha escapat de The Shake Dimension. Ell està disposat a anar-la rescatar, però en realitat és per aconseguir el sac miraculós de les monedes. La rescata i es queda el sac de les monedes, el qual sacseja infinitament. Fins que arriba la Captain Syrup i li pren. El Merfle li confessa que li havia promès el sac a ella, i ell s'enfada moltíssim i el comença a empaitar.